# Quận Đông Baton Rouge, Louisiana
Đông Baton Rouge là một quận thuộc bang Louisiana, Hoa Kỳ. Theo thống kê năm 2010, dân số quận này là 434633 người, mật độ 369 người/km².

## Dân số
Biến động dân số qua các từ 1900-2010: